# Akwizycja danych
Akwizycja danych (pot. zbieranie danych) – pierwszy etap przetwarzania danych polegający na ich przygotowaniu do dalszej obróbki czy interpretacji; obejmuje on m.in. rejestrowanie, próbkowanie czy kwantowanie danych w dowolnej postaci, często różnorakich sygnałów, np. w postaci falowej.

## Proces akwizycji
Wyróżnia się kolejne etapy akwizycji danych:
1. wyodrębnienie zjawiska/własności fizycznej,
2. rejestrowanie sygnałów z sensora (sensorów),
3. teletransmisja,
4. próbkowanie w czasie,
5. kwantowanie wartości,
6. obróbka sygnałów według własnych potrzeb.

Zbieranie danych zaczyna się od zjawiska fizycznego lub własności fizycznej obiektu, którego analiza jest przeprowadzana. Może być to np. zmiana temperatury, ciśnienia czy objętości cieczy. Sensor rejestruje wybraną wielkość, a następnie realizuje jej przetworzenie na sygnał elektryczny za pomocą przetwornika (transduktora) oraz teletransmisję do komputera lub innego urządzenia rejestrującego. Zdolność akwizycji danych, a więc rodzaj i zakres rejestrowanej wartości, zależy od przetwornika; do najważniejszych z nich zalicza się: przetwornik cyfrowo-analogowy oraz przetwornik analogowo-cyfrowy.

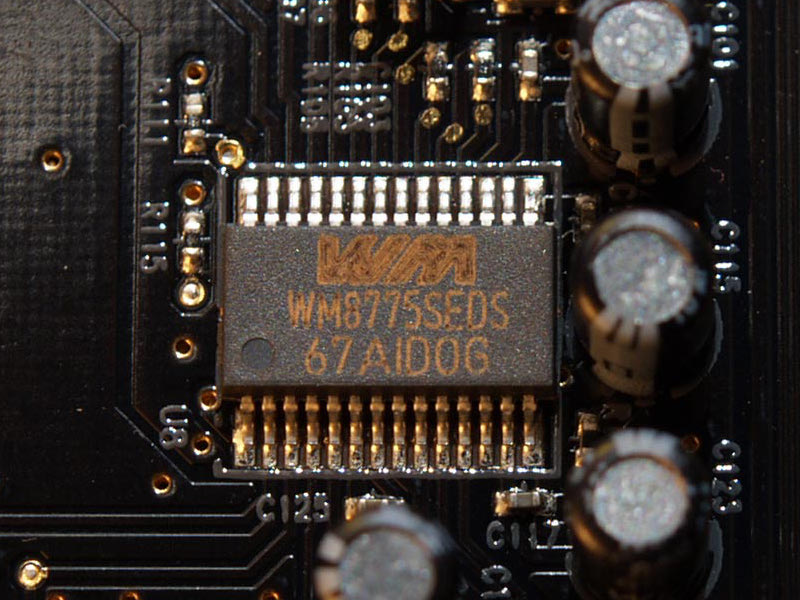
4-kanałowy stereofoniczny przetwornik analogowo-cyfrowy WM8775SEDS firmy Wolfson Microelectronics na karcie dźwiękowej X-Fi Fatal1ty Pro
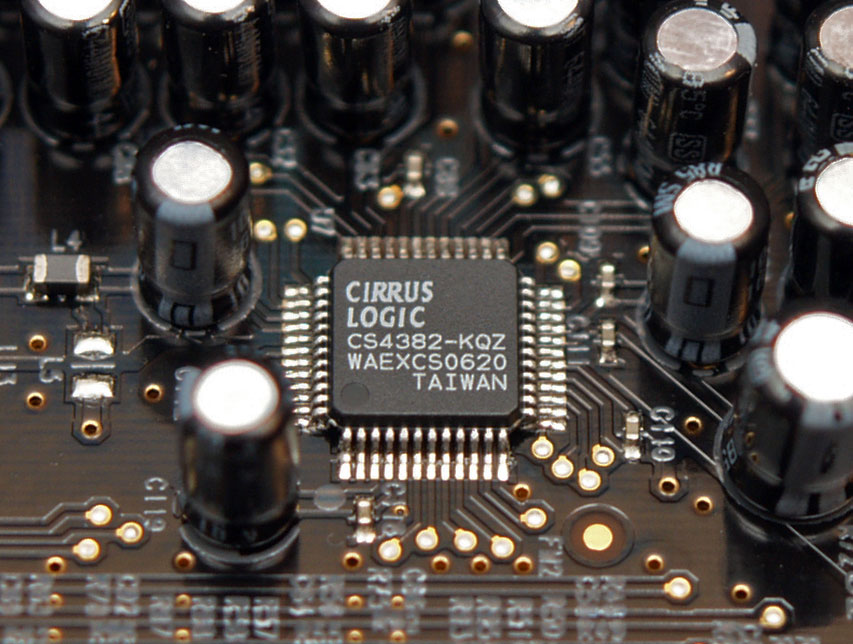
8-kanałowy przetwornik cyfrowo-analogowy Cirrus Logic CS4382 na karcie muzycznej Sound Blaster X-Fi Fatality
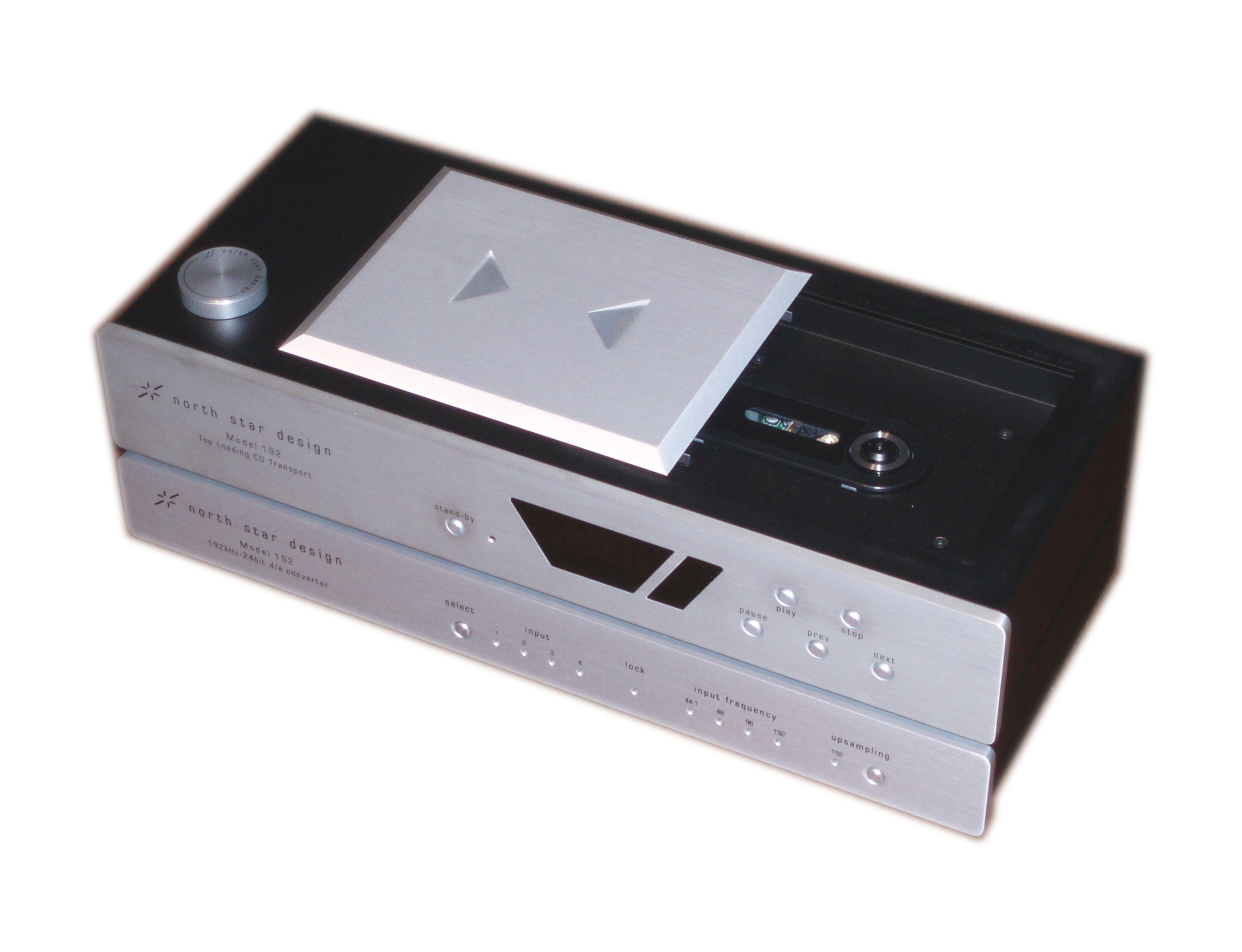
Odtwarzacz CD ładowany z góry wraz z zewnętrznym przetwornikiem cyfrowo-analogowym